# عبد القادر بن أبي الفرج الخطيب
عبد القادر بن أبي الفرج الخطيب (1291- 1351 هـ) خطيب الجامع الأموي ومدير الأوقاف بدمشق.

## النشأة
ولد عبد القادر بن أبي الفرج بن عبد القادر بن صالح بن عبد الرحيم الخطيب الحسني الجيلاني في دمشق في الإثنين 6 ذو القعدة 1291 هـ الموافق 14 ديسمبر 1874 م، لأسرة الخطيب وهم أهل علم وشرف، وتلقى العلم عن والده وأعمامه وبخاصة أبي النصر الخطيب.
وقرأ كذلك على علماء في مصر والشام وحصل لي كثير من الإجازات، وتصدر للتدريس مبكرًا في الجامع الأموي، وكان يعمل أيضًا بالتجارة، وتولى الخطابة في الجامع الأموي بتوجيه من السلطان العثماني في 1335هـ.
توفي في الثلاثاء 28 ربيع الآخر 1351 هـ الموافق 30 أغسطس 1932 م.

## مشايخه

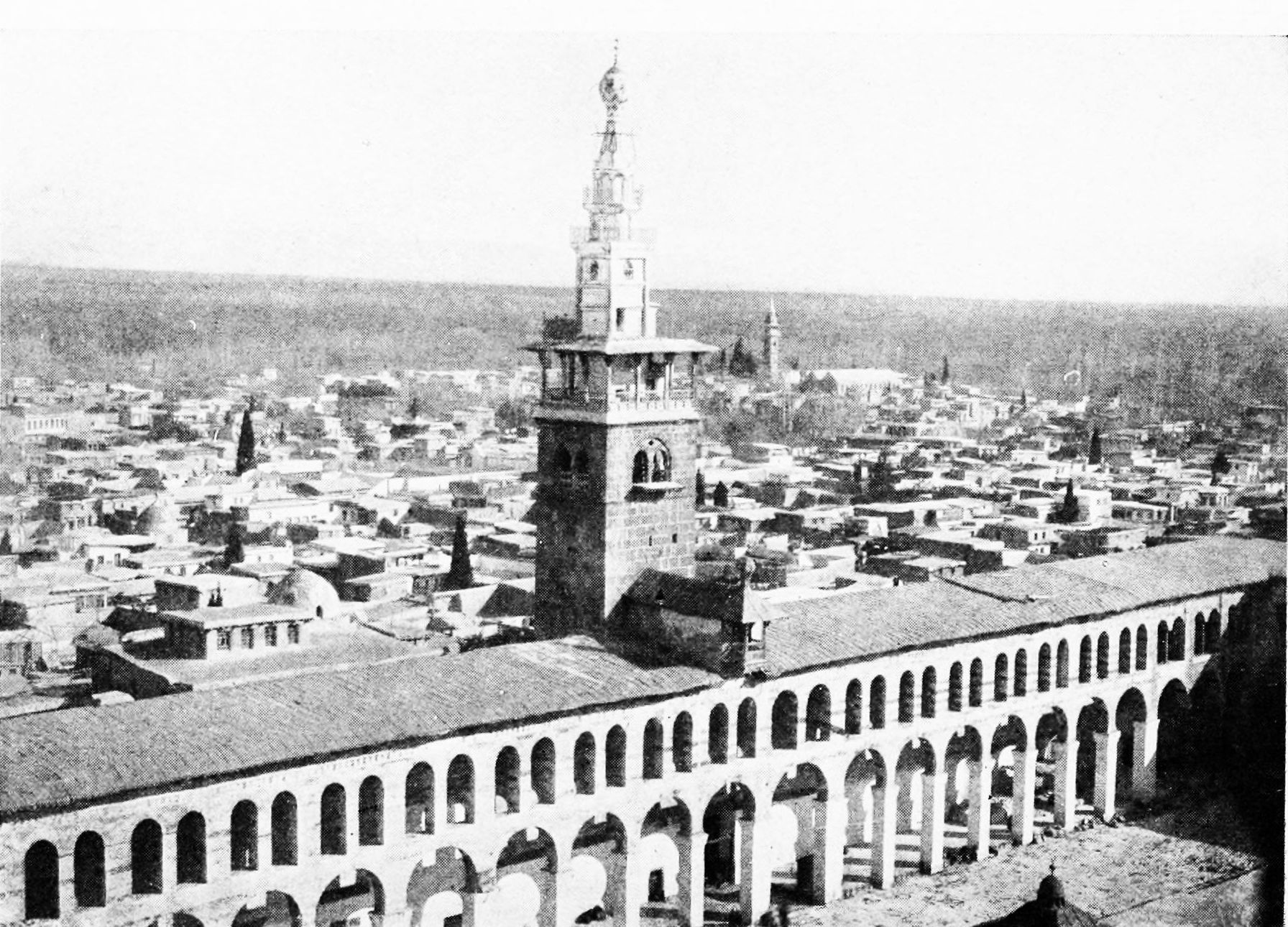
منارة العروس في المسجد الأموي سنة 1914

- عبد الجليل بن برادة المدني.[1]
- بدر الدين الحسني.[1]
- عبد الرزاق البيطار.[1]
- عبد الحكيم الأفغاني.[1]
- محمد بن جعفر الكتاني.[1]

## أعماله[1]
- محافظ دار الكتب الظاهرية (1315هـ-1317هـ)
- رئيس الغرفة التجارية بدمشق (1333هـ).[2]
- عضو المجلس البلدي (1330هـ)
- عضو المجلس العمومي لولاية سوريا.
- خطيب الجامع الأموي بدمشق (1335هـ).
- رئيس بلدية دمشق.
- واعظ عام للجيش السوري والبلاط الملكي.[2]
- رئيس ثانٍ للمؤتمر السوري.[2]
- عضو مجلس الشورى العربي (1339هـ).[2]
- مفتش عام للأوقاف الإسلامية (1343هـ).[2]
- مدير للأوقاف الإسلامية في الشام (1348هـ)

## قالوا عنه
- قال محمد الخضر حسين: «شهدت درس الأستاذ عبد القادر الخطيب لصحيح الإمام البخاري بالجامع الأموي، وكان الدرس لذلك اليوم أول حديث من كتاب الصوم، فعجبنا بفصاحته وكثرة ما يجلب مما كتب في شرح الحديث»[1][2]